# ¿Qué pasó con Jacqueline?
¿Qué pasó con Jacqueline? es una telenovela venezolana, conformada por 48 capítulos, los cuales fueron transmitidos en 1982 por el canal venezolano RCTV. Esta obra, original de Alicia Barrios y Gustavo Michelena, con libreto de Alicia Barrios y dirigido César Bolívar, fue protagonizada por Jean Carlo Simancas y Doris Wells, acompañados por Raúl Amundaray Víctor Cámara, Liliana Durán, Elba Escobar, Félix Loreto, Carlos Márquez, Yajaira Orta y Alicia Plaza. 

## Historia
Narra la historia de dos gemelas huérfanas, Ana y Jacqueline (interpretadas por Doris Wells). Ana, que sufre una enfermedad del corazón, se hace pasar constantemente por Jacqueline, hasta el punto de llegar a sustituirla en su matrimonio con el arquitecto Alejandro Ascanio (Jean Carlo Simancas). Jacqueline, cuyo rostro queda desfigurado en un accidente, reaparece con una nueva identidad, haciéndose llamar Melissa Vidal y sin que logren descubrirla, ya que su rostro fue reconstruido. Su objetivo es conquistar de nuevo a su esposo y desplazar a su hermana, que ha asumido definitivamente la personalidad de Jacqueline.

## Elenco
- Doris Wells - Ana/Jaqueline/Melissa Vidal
- Jean Carlo Simancas - Alejandro Ascanio
- Raúl Amundaray
- Mahuampi Acosta - Elsa
- Romelia Agüero
- Enrique Benshimol
- Lucio Bueno
- Arturo Calderón
- Víctor Cámara
- Alicia Plaza
- Elba Escobar
- Pedro Lander
- Félix Loreto
- Patricia Noguera
- Martha Olivo - Raquel Villaseñor de Abreu
- Yajaira Orta
- Loly Sánchez
- Lucía Sanoja
- Liliana Durán
- Carlos Márquez

- Datos: Q6172482